# Korfbal 1957-1958
In 1957-1958 werd korfbal gespeeld in twee landelijke bonden, de NKB en CKB. In 1970 zouden beide bonden samensmelten tot de huidige KNKV.

## Zaalcompetitie NKB
De zaalcompetitie, in deze tijd ook wel micro-korfbal genoemd was een 1 daags toernooi. Dit toernooi werd gehouden op 4 januari 1958 en werd gespeeld in Den Haag. Voor dit toernooi werden 6 teams geselecteerd in 2 poules ingedeeld. De 2 poulewinnaars speelden de finale
Poule informatie is beperkt bekend, maar uit Poule A werd Het Zuiden kampioen. Andere deelnemers uit deze poule waren HKV en Vicus Oriëntis. Uit Poule B werd Deetos kampioen, waar ook Spangen en Quick deelnamen.
| Finale |            |    |
|        |            |    |
|        | Het Zuiden | 1* |
|        | Deetos     | 1  |

- = Na 1-1 gelijkspel werd de finale beslist door strafworpen. Het Zuiden won deze serie.

| Zaalkampioen van Nederland NKB 1958 |
| ----------------------------------- |
| Het Zuiden                          |